# Gudrun Ady
Gudrun Ady de Diosad (* 31. Januar 1911 in Leipzig; † 14. Juni 1970) war eine deutsche Schauspielerin.

## Leben
Die gebürtige Leipzigerin, die aus einem Adelshaus stammte, bekam ihre erste Rolle in Eine von uns und war bis 1938 in Filmen wie Annemarie, die Braut der Kompanie oder Meine Freundin Barbara zu sehen. Als Besonderheit kann gelten, dass sie im April 1932 mit ihrem Gastspielensemble, das von einer Berliner Bühne zur nächsten zog, Premiere hatte, und mit demselben Stück namens Ganovenehre noch einmal im März 1933 in einer Filmfassung, wiederum in Berlin, wo auch die Spielhandlung angesiedelt ist. Über ihren weiteren Lebensverlauf liegen keine Informationen vor.

## Filmografie
- 1932: Eine von uns (Regie: Johannes Meyer)
- 1932: Annemarie, die Braut der Kompanie (Regie: Carl Boese)
- 1933: Ganovenehre (Regie: Richard Oswald)
- 1933/1934: Man nehme (Kurzspielfilm, Regie: Max W. Kimmich)
- 1936: Papas Fehltritt (Kurzspielfilm, Regie: Fritz Kirchhoff)
- 1937: Es wird nichts so fein gesponnen (Kurzspielfilm, Regie: Phil Jutzi)
- 1937: Meine Freundin Barbara (Regie: Fritz Kirchhoff)
- 1938: Capriccio (Regie: Karl Ritter)